# Rio Cotegipe
Rio Cotegipe är ett vattendrag i Brasilien.   Det ligger i delstaten Paraná, i den södra delen av landet, 1 200 km sydväst om huvudstaden Brasília.
Omgivningarna runt Rio Cotegipe är en mosaik av jordbruksmark och naturlig växtlighet. Runt Rio Cotegipe är det ganska glesbefolkat, med 27 invånare per kvadratkilometer.